# Places (álbum)
Places é o segundo álbum de estúdio da artista musical norte-americana Lea Michele. Foi lançado em 28 de abril de 2017, através da Columbia Records. O primeiro single, "Love Is Alive" foi lançado em 3 de março de 2017.

## Antecedentes
As sessões de gravação do disco foram iniciadas em abril de 2015. Pouco depois do processo de gravação, Michele afirmou que o álbum seria menos influenciado pela sonoridade pop de seu disco de estreia, e "voltaria às suas raízes" com um som mais teatral.
Em 11 de janeiro de 2017, Michele anunciou em suas redes sociais que iria embarcar numa mini-turnê no final do mesmo mês para promover seu segundo álbum. Ela escreveu: "Meus incríveis fãs sempre estiveram junto comigo. Vocês me inspiram. Vocês ficaram perto de mim, me animaram e me levantaram. Ao me preparar para este próximo álbum, queria que todos vocês soubessem o quanto são importantes para mim. Esses shows serão prévias do próximo álbum, bem como terão músicas de Louder e talvez... Um pouco de Glee." O An Intimate Evening with Lea Michele consistiu em três shows realizados em Los Angeles, Nova Iorque e Santa Monica, que foram iniciados em 23 de janeiro de 2017 no Hotel Café, e finalizados em 30 de janeiro de 2017 no Broad Stage. Em 26 de janeiro de 2017, enquanto Michele estava no meio de sua mini-turnê, foi anunciado que o segundo álbum iria se chamar Places. O título faz referência a lugares de showtime, quando se trabalha em teatro ao vivo.

## Singles
"Love Is Alive" foi lançada como primeiro single do álbum em 3 de março de 2017.
Lea chegou a gravar um clipe para o single, até postou o teaser no YouTube, dois dias antes de lançar o single em todas plataformas digitais. Porém, por alguma razão não explicada, o videoclipe nunca foi lançado.
Em 14 de março, Lea lançou "Anything's Possible" como single promocional do álbum, junto com a pré-venda do álbum, com uma sonoridade diferente da primeira música lançada.
Algumas semanas antes do álbum ser lançado, outra música foi divulgada como single promocional para impulsionar a pré-venda do disco. "Run to You" chegou as plataformas digitais no dia 3 de abril e de todas as faixas, foi a que teve o melhor desempenho em streams na época e se tornou a favorita dos fãs.
No dia 21 de abril, uma semana antes do lançamento oficial do álbum, "Getaway Car" foi divulgada como terceiro single promocional. A música foi cantada pela primeira vez em uma live que a Lea fez ao lado de Darren Criss, publicada em seu canal no YouTube, no dia 12 de abril.

## Alinhamento de faixas
| Edição padrão  |                        |                                                               |                  |         |  |
| N.º            | Título                 | Compositor(es)                                                | Produtor(es)     | Duração |  |
| 1.             | "Love Is Alive"        | Chantal Kreviazuk Nathan Chapman                              | Xandy Barry      | 3:37    |  |
| 2.             | "Heavy Love"           | Christopher Braide Alexandra Hughes Thomas Hull               |                  | 3:40    |  |
| 3.             | "Proud"                | Ruth Cunningham John Shanks                                   |                  | 3:00    |  |
| 4.             | "Believer"             | Tim Myers Matt Squire                                         |                  | 3:56    |  |
| 5.             | "Run to You"           | Lea Michele Alexandra Tamposi Stephen Wrabel Nick van de Wall | Shanks           | 3:38    |  |
| 6.             | "Heavenly"             | Ellie Goulding Richard Stannard Ash Howes                     |                  | 3:45    |  |
| 7.             | "Anything's Possible"  | Michele Maureen McDonald Myers                                | Jon Levine       | 3:47    |  |
| 8.             | "Getaway Car"          | Michele Dana Parish Andrew Hollander Tamposi                  | Andrew Hollander | 3:30    |  |
| 9.             | "Sentimental Memories" | Michele Linda Perry Alexandra McDermott                       |                  | 4:30    |  |
| 10.            | "Tornado"              | Chloe Angelides Michael Fitzpatrick Fransisca Hall            |                  | 3:23    |  |
| 11.            | "Hey You"              | Michele Tamposi Wrabel                                        |                  | 3:07    |  |
| Duração total: | Duração total:         | Duração total:                                                | Duração total:   | 39:53   |  |

| Versão das lojas Target e faixas bônus da edição japonesa |              |                                              |              |         |  |
| N.º                                                       | Título       | Compositor(es)                               | Produtor(es) | Duração |  |
| 12.                                                       | "Truce"      | Joleen Belle Stephan Moccio Julia Michaels   |              |         |  |
| 13.                                                       | "Letting Go" | Angelides Molly Morgenstern Olivier Geoffroy |              |         |  |